# Kvalifikace na Mistrovství světa ve fotbale 2022 (UEFA) – skupina J
Skupina J kvalifikace na Mistrovství světa ve fotbale 2022 je jednou z 9 evropských kvalifikačních skupin na tento šampionát. Postup na závěrečný turnaj si zajistí vítěz skupiny. Osm nejlepších týmů na druhých místech ze všech skupin bude hrát baráž, zatímco nejhorší tým na druhých místech přímo vypadne.

## Tabulka

### Skupina J
| Tým               | Z  | V | R | P | VG | IG | +/- | B  | výsledek          |
| ----------------- | -- | - | - | - | -- | -- | --- | -- | ----------------- |
| Německo           | 10 | 9 | 0 | 1 | 36 | 4  | +32 | 27 | postup na MS 2022 |
| Severní Makedonie | 10 | 5 | 3 | 2 | 23 | 11 | +12 | 18 | postup do baráže  |
| Rumunsko          | 10 | 5 | 2 | 3 | 13 | 8  | +5  | 17 |                   |
| Arménie           | 10 | 3 | 3 | 4 | 9  | 20 | −11 | 12 |                   |
| Island            | 10 | 2 | 3 | 5 | 12 | 18 | −6  | 9  |                   |
| Lichtenštejnsko   | 10 | 0 | 1 | 9 | 2  | 34 | −32 | 1  |                   |

## Zápasy
| 25. března 2021 20:45               |                             |        |                                               |
| Německo                             | 3–0                         | Island | MSV-Arena, Duisburg rozhodčí: Srđan Jovanović |
| Goretzka 3' Havertz 7' Gündoğan 56' | Report (FIFA) Report (UEFA) |        | MSV-Arena, Duisburg rozhodčí: Srđan Jovanović |

| 25. března 2021 20:45 |                             |                    |                                                      |
| Lichtenštejnsko       | 0–1                         | Arménie            | Rheinpark Stadion, Vaduz rozhodčí: Julian Weinberger |
|                       | Report (FIFA) Report (UEFA) | Frommelt 83' (vl.) | Rheinpark Stadion, Vaduz rozhodčí: Julian Weinberger |

| 25. března 2021 20:45           |                             |                          |                                                     |
| Rumunsko                        | 3–2                         | Severní Makedonie        | Národní stadion, Bukurešť rozhodčí: Fabio Verissimo |
| Tănase 28' Mihăilă 50' Hagi 86' | Report (FIFA) Report (UEFA) | Ademi 82' Trajkovski 83' | Národní stadion, Bukurešť rozhodčí: Fabio Verissimo |

| 28. března 2021 18:00        |                             |        |                                                                    |
| Arménie                      | 2–0                         | Island | Stadion republiky Vazgena Sargsjana, Jerevan rozhodčí: Enea Jorgji |
| Barseghyan 53' Bayramyan 74' | Report (FIFA) Report (UEFA) |        | Stadion republiky Vazgena Sargsjana, Jerevan rozhodčí: Enea Jorgji |

| 28. března 2021 20:45                                          |                             |                 |                                                             |
| Severní Makedonie                                              | 5–0                         | Lichtenštejnsko | Národní aréna Toše Proeski, Skopje rozhodčí: Mykola Balakin |
| Bardhi 7' Trajkovski 51', 54' Elmas 62' Nestorovski 82' (pen.) | Report (FIFA) Report (UEFA) |                 | Národní aréna Toše Proeski, Skopje rozhodčí: Mykola Balakin |

| 28. března 2021 20:45 |                             |            |                                                    |
| Rumunsko              | 0–1                         | Německo    | Národní stadion, Bukurešť rozhodčí: Clément Turpin |
|                       | Report (FIFA) Report (UEFA) | Gnabry 17' | Národní stadion, Bukurešť rozhodčí: Clément Turpin |

| 31. března 2021 18:00                             |                             |                   |                                                                         |
| Arménie                                           | 3–2                         | Rumunsko          | Stadion republiky Vazgena Sargsjana, Jerevan rozhodčí: Andris Treimanis |
| - Spertsyan 56' Harojan 87' Barseghyan 89' (pen.) | Report (FIFA) Report (UEFA) | Cicâldău 62', 72' | Stadion republiky Vazgena Sargsjana, Jerevan rozhodčí: Andris Treimanis |

| 31. března 2021 20:45 |                             |                        |                                              |
| Německo               | 1–2                         | Severní Makedonie      | MSV-Arena, Duisburg rozhodčí: Sergei Karasev |
| Gündoğan 63' (pen.)   | Report (FIFA) Report (UEFA) | Pandev 45+2' Elmas 85' | MSV-Arena, Duisburg rozhodčí: Sergei Karasev |

| 31. března 2021 20:45 |                             |                                                                     |                                                      |
| Lichtenštejnsko       | 1–4                         | Island                                                              | Rheinpark Stadion, Vaduz rozhodčí: Mohammed Al-Hakim |
| Y. Frick 79'          | Report (FIFA) Report (UEFA) | Sævarsson 12' Bjarnason 45+1' Pálsson 77' Sigurjónsson 90+4' (pen.) | Rheinpark Stadion, Vaduz rozhodčí: Mohammed Al-Hakim |

| 2. září 2021 20:45 |                             |          |                             |
| Island             | 0–2                         | Rumunsko | Laugardalsvöllur, Reykjavík |
|                    | Report (FIFA) Report (UEFA) |          | Laugardalsvöllur, Reykjavík |

| 2. září 2021 20:45 |                             |         |                       |
| Lichtenštejnsko    | 0–2                         | Německo | Kybunpark, St. Gallen |
|                    | Report (FIFA) Report (UEFA) |         | Kybunpark, St. Gallen |

| 2. září 2021 20:45 |                             |         |  |
| Severní Makedonie  | 0–0                         | Arménie |  |
|                    | Report (FIFA) Report (UEFA) |         |  |

| 5. září 2021 18:00 |                             |                   |                             |
| Island             | 2–2                         | Severní Makedonie | Laugardalsvöllur, Reykjavík |
|                    | Report (FIFA) Report (UEFA) |                   | Laugardalsvöllur, Reykjavík |

| 5. září 2021 20:45 |                             |         |  |
| Německo            | 6–0                         | Arménie |  |
|                    | Report (FIFA) Report (UEFA) |         |  |

| 5. září 2021 20:45 |                             |                 |  |
| Rumunsko           | 2–0                         | Lichtenštejnsko |  |
|                    | Report (FIFA) Report (UEFA) |                 |  |

| 8. září 2021 18:00 |                             |                 |  |
| Arménie            | 1–1                         | Lichtenštejnsko |  |
|                    | Report (FIFA) Report (UEFA) |                 |  |

| 8. září 2021 20:45 |                             |         |                             |
| Island             | 0–4                         | Německo | Laugardalsvöllur, Reykjavík |
|                    | Report (FIFA) Report (UEFA) |         | Laugardalsvöllur, Reykjavík |

| 8. září 2021 20:45 |                             |          |  |
| Severní Makedonie  | 0–0                         | Rumunsko |  |
|                    | Report (FIFA) Report (UEFA) |          |  |

| 8. října 2021 20:45 |                             |          |  |
| Německo             | 2–1                         | Rumunsko |  |
|                     | Report (FIFA) Report (UEFA) |          |  |

| 8. října 2021 20:45 |                             |         |                             |
| Island              | 1–1                         | Arménie | Laugardalsvöllur, Reykjavík |
|                     | Report (FIFA) Report (UEFA) |         | Laugardalsvöllur, Reykjavík |

| 8. října 2021 20:45 |                             |                   |                          |
| Lichtenštejnsko     | 0–4                         | Severní Makedonie | Rheinpark Stadion, Vaduz |
|                     | Report (FIFA) Report (UEFA) |                   | Rheinpark Stadion, Vaduz |

| 11. října 2021 20:45 |                             |                 |                             |
| Island               | 4–0                         | Lichtenštejnsko | Laugardalsvöllur, Reykjavík |
|                      | Report (FIFA) Report (UEFA) |                 | Laugardalsvöllur, Reykjavík |

| 11. října 2021 20:45 |                             |         |  |
| Severní Makedonie    | 0–4                         | Německo |  |
|                      | Report (FIFA) Report (UEFA) |         |  |

| 11. října 2021 20:45 |                             |         |  |
| Rumunsko             | 1–0                         | Arménie |  |
|                      | Report (FIFA) Report (UEFA) |         |  |

| 11. listopadu 2021 18:00 |                             |                   |  |
| Arménie                  | 0–5                         | Severní Makedonie |  |
|                          | Report (FIFA) Report (UEFA) |                   |  |

| 11. listopadu 2021 20:45 |                             |                 |  |
| Německo                  | 9–0                         | Lichtenštejnsko |  |
|                          | Report (FIFA) Report (UEFA) |                 |  |

| 11. listopadu 2021 20:45 |                             |        |  |
| Rumunsko                 | 0–0                         | Island |  |
|                          | Report (FIFA) Report (UEFA) |        |  |

| 14. listopadu 2021 18:00 |                             |         |  |
| Arménie                  | 1–4                         | Německo |  |
|                          | Report (FIFA) Report (UEFA) |         |  |

| 14. listopadu 2021 18:00 |                             |          |                          |
| Lichtenštejnsko          | 0–2                         | Rumunsko | Rheinpark Stadion, Vaduz |
|                          | Report (FIFA) Report (UEFA) |          | Rheinpark Stadion, Vaduz |

| 14. listopadu 2021 18:00 |                             |        |  |
| Severní Makedonie        | 3–1                         | Island |  |
|                          | Report (FIFA) Report (UEFA) |        |  |

## Střelci branek
Střelci 5 branek
- Německo Serge Gnabry
- Německo İlkay Gündoğan
- Německo Timo Werner

Střelci 4 branek
- Severní Makedonie Elif Ełmas
- Severní Makedonie Enis Bardhi
- Severní Makedonie Aleksandar Trajkowski
- Německo Leroy Sané

Střelci 3 branek
- Severní Makedonie Ezǵan Alioski
- Německo Kai Havertz
- Německo Thomas Müller

Střelci 2 branek
- Arménie Tigran Barseghian
- Arménie Henrich Mychitarian
- Island Andri Guðjohnsen
- Island Albert Guðmundsson
- Severní Makedonie Darko Wełkowski
- Německo Jonas Hofmann
- Německo Marco Reus
- Rumunsko Alexandru Cicâldău
- Rumunsko Ianis Hagi
- Rumunsko Dennis Man

Střelci 1 branky
- Arménie Choren Bajramjan
- Arménie Warazdat Harojan
- Arménie Kamo Howhannisjan
- Arménie Eduard Spertsyan
- Island Birkir Bjarnason
- Island Brynjar Ingi Bjarnason
- Island Stefán Þórðarsson
- Island Jón Dagur Þorsteinsson
- Island Ísak Bergmann Jóhannesson
- Island Victor Pálsson
- Island Birkir Sævarsson
- Island Rúnar Már Sigurjónsson
- Lichtenštejnsko Noah Frick
- Lichtenštejnsko Yanik Frick
- Severní Makedonie Arijan Ademi
- Severní Makedonie Darko Czurlinow
- Severní Makedonie Ilija Nestorowski
- Severní Makedonie Boban Nikołow
- Severní Makedonie Goran Pandew
- Severní Makedonie Miłan Ristowski
- Německo Karim Adeyemi
- Německo Ridle Baku
- Německo Leon Goretzka
- Německo Jamal Musiala
- Německo Antonio Rüdiger
- Rumunsko Nicușor Bancu
- Rumunsko Cristian Manea
- Rumunsko Valentin Mihăilă
- Rumunsko Alexandru Mitriță
- Rumunsko Nicolae Stanciu
- Rumunsko Florin Tănase
- Rumunsko Alin Toșca

Vlastní branka
- Lichtenštejnsko Noah Frommelt (proti Armenii)
- Lichtenštejnsko Maximilian Göppel (proti Německu)
- Lichtenštejnsko Daniel Kaufmann (proti Německu)